# Eupithecia rosmarinata
Eupithecia rosmarinata är en fjärilsart som beskrevs av Pierre Millière 1865. Eupithecia rosmarinata ingår i släktet Eupithecia och familjen mätare. Inga underarter finns listade i Catalogue of Life.

## Bildgalleri

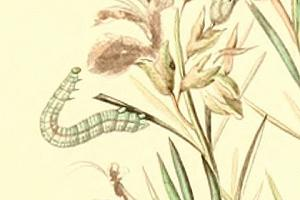
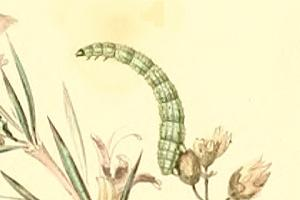
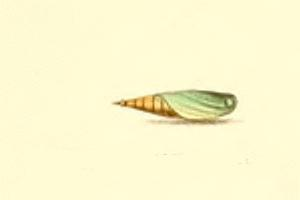